# Solanum albornozii
Solanum albornozii là một loài thực vật thuộc họ Solanaceae (họ Cà). Đây là loài đặc hữu của Ecuador.